# تورییا (سربوبران)
تورییا (به صربی: Turija) یک منطقهٔ مسکونی در صربستان است که در Srbobran Municipality واقع شده‌است. تورییا ۲٬۳۰۰ نفر جمعیت دارد.